# 曼尼·崔歐
海瑟斯·曼紐爾·馬坎諾·崔歐（西班牙語：Jesús Manuel Marcano Trillo，1950年12月25日—），綽號「Indio」，為美國職棒大聯盟的二壘手，生涯曾效力過運動家、小熊、費城人、印地安人、博覽會、巨人與紅人等隊。崔歐以傳球臂力強而出名，他生涯入選4次明星賽，並在1980年帶領費城人拿下隊史首冠。

## 職業生涯

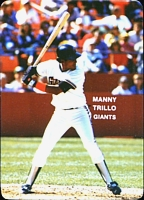
1985年的崔歐

1968年，崔歐加盟費城人。而他在小聯盟被轉型訓練成為三壘手。1969年，運動家透過規則五選秀將崔歐選走。1973年，他在運動家3A改練二壘。1973年6月28日，22歲的崔歐登上大聯盟。他還隨隊參加美聯冠軍賽，球隊最終也擊敗皇家闖進世界大賽。
不過當時大聯盟有一項規定，該年8月31日在大聯盟名單內的球員才可參與世界大賽。而運動家在季中送走了José Morales，另一名選手Billy North在9月18日腳踝扭傷球季報銷。運動家也希望聯盟可以允許球隊帶上崔歐和Allan Lewis兩位選手，不過最後只有Lewis可被允許出戰。世界大賽第二場，運動家二壘手Mike Andrews在12局發生2次失誤，導致球隊單局失4分輸掉比賽。運動家老闆試圖將Andrews放進傷兵名單並帶上崔歐，不過馬上受到聯盟主席的阻止。最後Andrews在後續比賽只上場一個打席，其餘時間都在坐板凳。
1974年4月，崔歐在大聯盟出賽9場比賽，之後就待在小聯盟，直到9月份才回歸大聯盟。他在美聯冠軍賽出賽1場比賽，但這也是他該年在季後賽的唯一一次登板。之後他都待在板凳席上，看著球隊擊敗道奇奪冠。

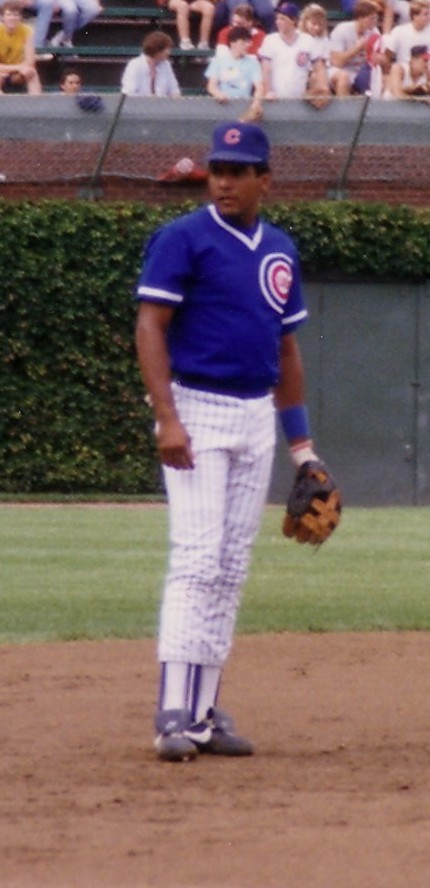
1988年的崔歐

1974年10月23日，運動家將崔歐、Darold Knowles和Bob Locker交易到小熊，換來比利·威廉斯。1975年，崔歐在新人王票選拿下第三名。之後他在小熊隊建立起守備良好的口碑，並於1977年入選明星賽。1979年2月23日，他在一場8人交易案中被送到費城人。而他在費城人的第一年就拿下金手套獎。
1980年，崔歐繳出生涯新高的2成92打擊率，並成功獲得生涯首座銀棒獎。他在國聯冠軍賽的打擊率高達3成81，另有4分打點。他在第五場還有精彩阻殺，.最後他順利拿下聯盟冠軍賽的MVP。在世界大賽上，他在第五場再次上演精采阻殺，還在9局敲出致勝安打。最後費城人4勝2敗拿下隊史首冠。
1981年，崔歐迎來新的巔峰。他不僅入選明星賽，還同時拿下金手套獎和銀棒獎。1982年，他再度入選明星賽。而他也寫下二壘連續479次守備機會無失誤的紀錄，還差點追平喬·摩根的連續91場比賽無失誤紀錄。
1982年12月9日，崔歐被交易到印地安人。他首次以美聯球員身分入選明星賽，之後他6個球季又到了4個球隊，最後於1989年退休。

## 生涯打擊成績
| 出賽次數 | 打席 | 打數 | 得分 | 安打 | 二安 | 三安 | 全壘打 | 打點 | 盜壘 | 保送 | 三振 | 打擊率 | 上壘率 | 長打率 | OPS  |
| -------- | ---- | ---- | ---- | ---- | ---- | ---- | ------ | ---- | ---- | ---- | ---- | ------ | ------ | ------ | ---- |
| 1780     | 6573 | 5950 | 598  | 1562 | 239  | 33   | 61     | 571  | 56   | 452  | 742  | .263   | .316   | .345   | .661 |

## 外部連結
- 球員資訊和成績在MLB，ESPN，Baseball-Reference，Fangraphs（英文）